# Uliche
Az uliche vagy huliche egy ősi, maja (csontál) eredetű étel, amely ma a mexikói Tabasco államban a legkedveltebb. Jellemzően a vallásos ünnepek, főként a halottak napja jellegzetes étele.

## Leírás
Az uliche fő összetevői a világos színű, „fehér molének” nevezett fűszeres, kukoricaliszttel sűrített mártás és a hús, amely leggyakrabban pulykáé, de az étel készíthető tyúk-, sertés- vagy marhahússal is. A fűszerek sokfélék lehetnek: a „kötelező” hagyma, fokhagyma és csilipaprika (leggyakrabban amashito fajta) mellett vannak, akik használnak hozzá paradicsomot, őrölt tökmagot, köményt, mirrhafüvet, szurokfüvet vagy koriandert is.
Készítése úgy történik, hogy a hús főzőlevét, ha zsíros húst használtak, zsírtalanítják (bár van olyan leírás, ami szerint kell bele zsír), kukoricalisztből készült masszával sűrítik és fűszerezik, majd ebbe teszik bele a már szobahőmérsékletre lehűlt húsdarabokat. Van olyan változat is, ahol a húst benne hagyják a főzőlében, és úgy adják hozzá a többi hozzávalót, amelyek között a rizs is megtalálható. Az ételt hagyományosan agyagtányérban vagy agyagbögrében szolgálják fel.